# Шолта (сторожевой катер)
OB-01 Šolta (до 1991 года PČ-176 Mukos, с 1991 по 2009 годы имел индекс OB-62) — югославский и хорватский сторожевой катер типа «Мирна», состоящий на вооружении с 1982 года. Входит в Береговую охрану Хорватии.

## Краткая история
Построен в 1982 году, нёс службу в ВМС Югославии. В 1991 году после провозглашения независимости Хорватии был переведён в ВМС Хорватии.
В ноябре 1991 года во время активных боевых действий в Адриатике 14 ноября был торпедирован, в результате атаки погибли трое моряков. Катер был отбуксирован на остров Шолта, где встал на ремонт. В знак мести югославам за корабль на следующее утро хорваты устроили обстрел исторической части города Сплита.
В 1993 году катер вернулся в состав ВМС Хорватии, получив имя «Шолта». С 2007 года состоит в Хорватской береговой охране.